# Jo Aleh
Joanna Ayela Aleh, detta Jo (Auckland, 15 maggio 1986), è una velista neozelandese.
Ha partecipato a due edizioni dei giochi olimpici (2008 e 2012) conquistando una medaglia a Londra 2012.

## Palmarès
Olimpiadi
- 1 medaglia:
  - 1 oro (classe 470 a Londra 2012)
  - 1 argento a Rio 2016)

Mondiali
- 5 medaglie:
  - 2 ori (classe 420 a Auckland 2007, classe 470 a La Rochelle 2013)
  - 2 argenti (classe 470 a L'Aia 2010, classe 470 a Santander 2014)
  - 1 bronzo (classe 470 a Perth 2011)